# ناوشک
ناوشک روستایی واقع در استان خراسان رضوی، شهرستان فیروزه، بخش طاغنکوه، دهستان طاغنکوه شمالی از غرب به روستاهای قلعه یزدان، بنده، از شرق به گرماب از جنوب به شورگشت، از شمال به علی‌آباد و نصرآباد متصل است. در منطقهٔ کوهستانی معتدل هوائی قرار دارد.

محصولش غلات و انگور می‌باشد شغل اهالی زراعت و دامداری است و در گذشته قالیبافی نیز در ان انجام می‌شده، این روستا دارای قدمت بسیار بالا در بین روستاهای منطقه بوده و امروزه به دلیل نداشتن فعالیت صنعتی در حفظ نسل جوان ناتوان و در حال کاهش جمعیت می‌باشد، هر چند بعد از انتقال اب آشامیدنی، برق، گاز و تلفن و البته شرایط سخت شهرنشینی از نظر تأمین نیازهای اولیه زندگی و تمایل کمتر نسبت به خروج از روستا جمعیت ان در حد بیست درصد اوج زمان آبادی ثابت مانده‌است، جاذبه گردشگری این روستا قنات‌های جنوبی روستا بنام خردر و دسغول و شاه توت واقع در قنات خردر که قدمت ان بنا به روایت به قبل از اسلام و دوره ساسانیان بازمی‌گردد، در ضلع شمال شرق این درخت کهنسال یک آتشکده خاموش مربوط به دوران قبل از اسلام می‌باشد که از تمامی مناطق جهت اجرای آداب و آیین زرتشتی رجوع می‌کرده‌اند، از اتفاقات معاصر این روستا می‌توان به تجزیه بخشهای حاصلخیز ان به دلیل اداره روستا به روش ارباب و رعیتی و بخشی هم بی‌توجهی و بی‌تفاوتی ساکنین و عدم آگاهی نسبت به ارزش واقعی منطقه شمالی ناوشک که امروزه دارای ده‌ها حلقه چاه عمیق می‌باشد که فقدان ان باعث آوارگی و سرازیر شدن نسل جوان به شهرهای نیشابور، مشهد، کرج، تهران و مناطق دیگر شده و هنوز هم ادامه دارد، طی سالیان دور مناطق شمالی این روستا در بین ساکنین به عنوان بخشی از سرزمین ابا و اجدادی تقسیم و اقدام به کشت گندم و جو و… بصورت دیم می‌شد. این روستا در سالهای دهه 60 حدود 150 خانوار بوده ولی به تدریج جمعیت ان کاهش یافته و در حال حاضر حدود 40 خانوار می باشد. دررسالهای دهه 60 دبستان روستا بالای 100 نفر دانش اموز داشته در حالیکه الان حدود 10 نفر دارد.